# College Park Skyhawks
Los College Park Skyhawks son un equipo de baloncesto estadounidense perteneciente a la NBA Gatorade League, que comenzó a jugar en la temporada 2017-2018 con la denominación de Erie BayHawks con sede en la ciudad de Erie, Pensilvania, y que desde 2019 cambió su nombre y localización, pasando a disputar sus partidos en el Gateway Center de College Park, Georgia, un pabellón para 3500 espectadores.
Los Atlanta Hawks, propietarios del equipo, trasladaron su franquicia a College Park, Georgia, antes de la temporada 2019-20 para jugar en un nuevo pabellón, en el Georgia International Convention Center. El equipo se convirtió en el decimosexto equipo de la D-League que pertenece a un equipo de la NBA.

## Historia
El 10 de noviembre de 2016, los Hawks anunciaron que habían comprado y establecido un nuevo equipo de la D-League que jugará en un nuevo estadio en el cercano College Park, comenzando con la temporada 2019-20. En diciembre de 2016, los Orlando Magic compraron la franquicia original de BayHawks con la intención de trasladarla a Florida para la temporada 2017-18, convirtiéndose en los Lakeland Magic. En febrero de 2017, los dueños originales de BayHawks y los Atlanta Hawks activarían su franquicia antes de lo previsto, y jugarían como BayHawks hasta que se completó el nuevo estadio en College Park.
Los Atlanta Hawks anunciaron el 21 de febrero de 2019 que su filial de la G League se conocería como College Park Skyhawks cuando el equipo se mudara a Georgia para la temporada 2019-20. El 10 de mayo de 2019, los Hawks anunciaron que el rapero y nativo de College Park, 2 Chainz, se uniría al grupo propietario de los Skyhawks.

## Trayectoria
| Erie BayHawks             |                                      |                                      |                                      |                                      |                                      | |                                      |
| 2017–18                   | Southeast                            | 1º                                   | 28                                   | 22                                   | .560                                 | Gana 1ª ronda (Lakeland) 96–90 Gana Semifinal Conf. (Fort Wayne) 119–116 Pierde Final Conf. (Raptors 905) 106–118 |                                      |
| 2018–19                   | Southeast                            | 4º                                   | 24                                   | 26                                   | .480                                 | |                                      |
| College Park Skyhawks     |                                      |                                      |                                      |                                      |                                      | |                                      |
| 2019–20                   | Southeast                            | 3º                                   | 20                                   | 23                                   | .465                                 | |                                      |
| 2020–21                   | Optó por no participar esa temporada | Optó por no participar esa temporada | Optó por no participar esa temporada | Optó por no participar esa temporada | Optó por no participar esa temporada | Optó por no participar esa temporada                                                                              | Optó por no participar esa temporada |
| 2021–22                   | Eastern                              | 3.º                                  | 20                                   | 13                                   | .606                                 | Pierde Cuartos de final (Capital City) 122–131                                                                    |                                      |
| Balance temporada regular | Balance temporada regular            | Balance temporada regular            | 92                                   | 84                                   | .523                                 | |                                      |
| Balance playoffs          | Balance playoffs                     | Balance playoffs                     | 2                                    | 2                                    | .500                                 | |                                      |

## Afiliaciones
- Atlanta Hawks (2017-presente)